# Dérivée seconde
La dérivée seconde est la dérivée de la dérivée d'une fonction, lorsqu'elle est définie. Elle permet de mesurer l'évolution des taux de variations. Par exemple, la dérivée seconde du déplacement par rapport au temps est la variation de la vitesse (taux de variation du déplacement), soit l'accélération.

## Fonction d'une seule variable réelle
Si la fonction admet une dérivée seconde, on dit qu'elle est de classe D2 ;
si de plus cette dérivée seconde est continue, la fonction est dite de classe C2.

### Notation
Si on note {\displaystyle f} la fonction, alors :
- la dérivée est notée {\displaystyle f'} ou {\displaystyle {\mathrm {d} f \over \mathrm {d} x}} ;
- la dérivée seconde est notée {\displaystyle f''=(f')'} (« {\displaystyle f} seconde ») ou {\displaystyle {\mathrm {d} ^{2}f \over {\mathrm {d} x}^{2}}={\mathrm {d}  \over \mathrm {d} x}\left({\mathrm {d} f \over \mathrm {d} x}\right)}.

### Représentation graphique
La dérivée seconde indique la variation de la pente de la courbe représentative et permet de mesurer la concavité locale de la courbe. Si elle est positive sur un intervalle, la pente augmente, la courbure est vers le haut, la fonction est dite « convexe » sur cet intervalle. Si elle est négative sur un intervalle, la pente diminue, la courbure est vers le bas, la fonction est dite « concave » sur cet intervalle. Si elle est nulle, la courbe est localement rectiligne. Si la dérivée seconde s'annule et change de signe, on a un point d'inflexion, la courbure de la courbe s'inverse.
Ces valeurs permettent également de donner des précisions sur les extrema locaux, caractérisés par l'annulation de la dérivée en un point {\displaystyle x} :
- si {\displaystyle f'(x)=0} et {\displaystyle f''(x)<0}, {\displaystyle f} a un maximum local en {\displaystyle x} ;
- si {\displaystyle f'(x)=0} et {\displaystyle f''(x)>0}, {\displaystyle f} a un minimum local en {\displaystyle x} ;
- si {\displaystyle f'(x)=0} et {\displaystyle f''(x)=0}, on ne peut pas conclure.

## Fonction n'admettant pas de dérivée seconde
Les fonctions non dérivables en un point n'y admettent pas de dérivée seconde ; à fortiori les fonctions non continues en un point.
Une primitive d'une fonction continue non dérivable est une fonction continue et dérivable, mais elle n'a pas de dérivée seconde aux points où la fonction initiale n'est pas dérivable ; c'est notamment le cas de la primitive de primitive d'une fonction non continue mais bornée.
Par exemple, la fonction signe :
{\displaystyle \operatorname {sgn}(x)=\left\{{\begin{matrix}-1&:x<0\\0&:x=0\\1&:x>0\end{matrix}}\right.}
a pour double primitive :
{\displaystyle \iint \operatorname {sgn} :x\mapsto (x\times |x|)/2}
Cette double primitive n'a pas de dérivée seconde en 0.
D'autres exemples sont la primitive d'un signal triangulaire (en dents de scie), la primitive double d'un signal carré, la primitive double de la fonction partie entière.

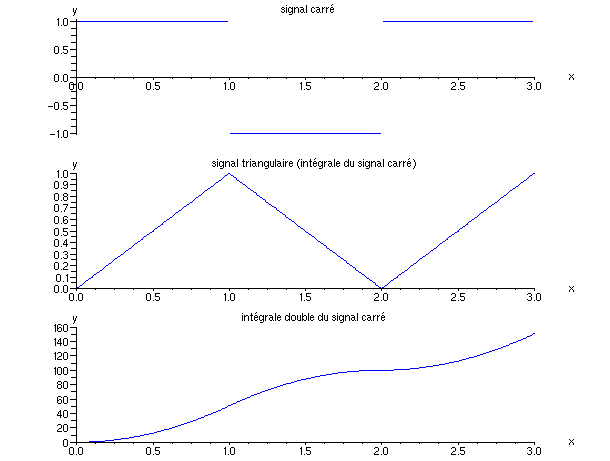
La primitive d'une fonction en dents de scie est dérivable une fois mais pas deux.
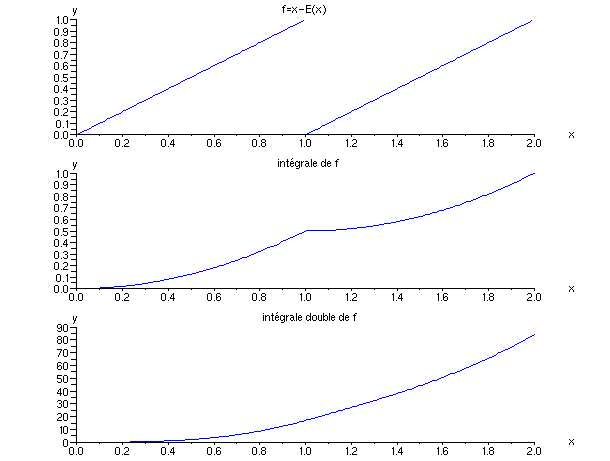
La primitive seconde de la fonction partie décimale est dérivable une fois mais pas deux.
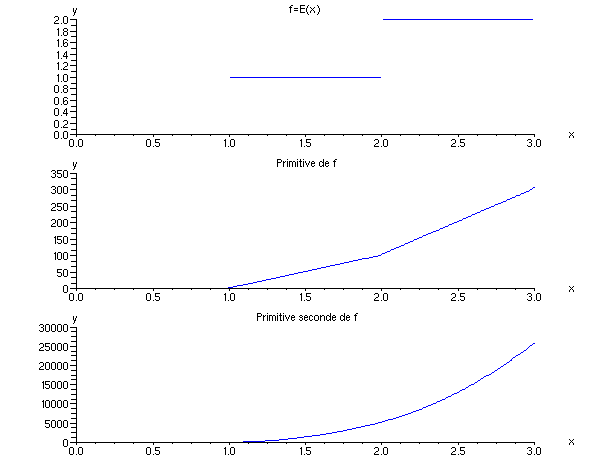
La primitive seconde de la fonction partie entière est dérivable une fois mais pas deux.

## Généralisation
Pour une fonction de {\displaystyle n} variables, il faut considérer les cas possibles selon les variables. Le résultat s'exprime alors sous la forme d'une matrice hessienne.